# Tour Jacquemart

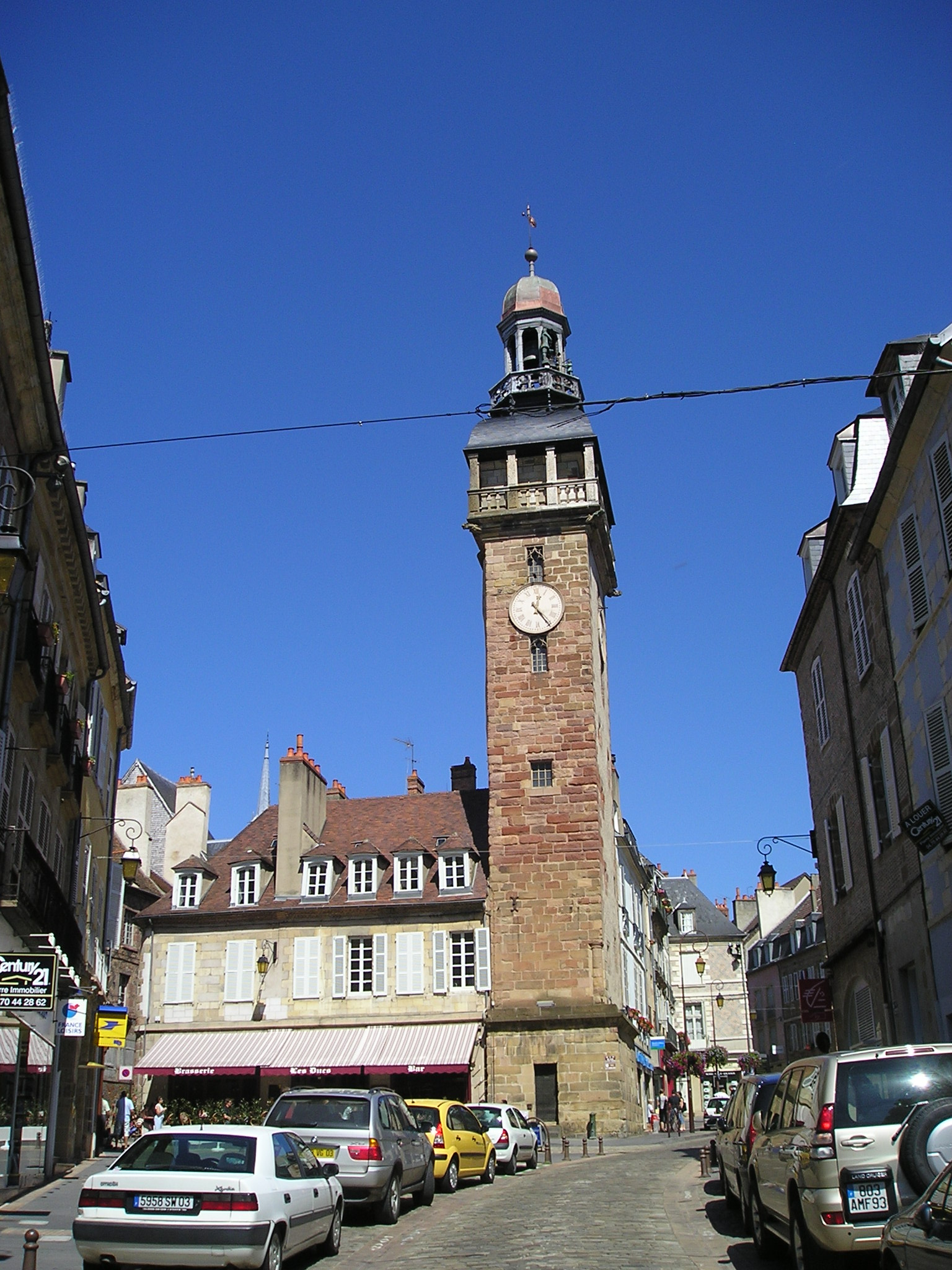
Der Uhrturm in Moulins

Die Tour Jacquemart ist der mittelalterliche Uhrturm von Moulins.
Er steht in unmittelbarer Nähe zur einstigen Residenz der Herzöge von Bourbon. Der 30 Meter hohe Turm wurde im Jahr 1445 errichtet und mit einem zu dieser Zeit beliebten, aufwendigen Uhrwerk versehen. Vier Figuren läuten das Glockenspiel: Jacquemart und Jacqueline, die Eltern, läuten die vollen Stunden ein, während die Kinder, Jacquot und Jacquette, die Viertelstunden schlagen.
Heute dient der Turm auch als Aussichtspunkt. Das Bauwerk ist seit 1929 als Monument historique klassifiziert.